# Jinlan
Jinlan (kinesiska: 金兰, 金兰镇) är en köping i Kina. Den ligger i provinsen Hunan, i den södra delen av landet, omkring 150 kilometer sydväst om provinshuvudstaden Changsha. Antalet invånare är 70784. Befolkningen består av 33 753 kvinnor och 37 031 män. Barn under 15 år utgör 21,0 %, vuxna 15-64 år 68 %, och äldre över 65 år 10,0 %.
Genomsnittlig årsnederbörd är 1 676 millimeter. Den regnigaste månaden är maj, med i genomsnitt 269 mm nederbörd, och den torraste är oktober, med 41 mm nederbörd.